# Experiment de Michelson-Morley

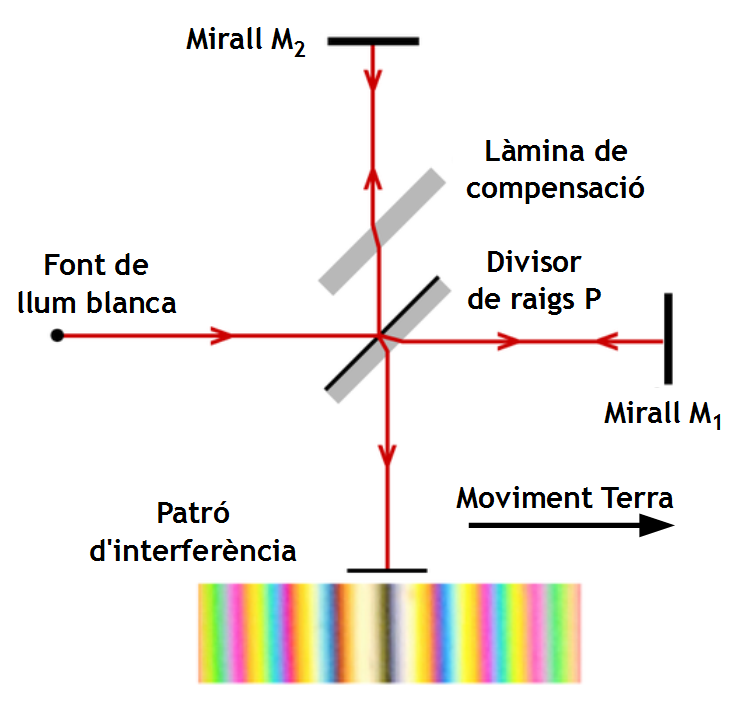
Esquema de l'interferòmetre de Michelson-Morley

L'experiment de Michelson-Morley fou un experiment realitzat el 1887 pels físics Albert Abraham Michelson i Edward Williams Morley amb l'objectiu de detectar el moviment relatiu de la Terra a través de l'èter lumínic que se suposava omplia el buit i que era el suport per a la propagació de les ones electromagnètiques. El mètode emprat fou la mesura de la velocitat de la llum en la direcció del moviment de translació de la Terra i, al mateix temps, en una direcció perpendicular. La mesura es realitzà mitjançant l'observació d'un patró d'interferències amb un interferòmetre dissenyat pels autors.
Els resultats negatius d'aquest experiment es consideren com la primera evidència forta en contra de la teoria de l'èter llavors prevalent, i iniciaren una línia d'investigació que conduí a la formulació de la Teoria de la Relativitat Especial d'Albert Einstein el 1905, en què el concepte de l'èter estacionari no té cap paper.

## Antecedents
En la història de la Física l'acceptació dels principis de la mecànica es basen en l'existència d'un marc de referència inercial universal anomenat espai absolut o èter, idea que fou desenvolupada per Isaac Newton. Tanmateix, l'existència de l'èter no era pas una idea nova, ja que havia estat proposada pels filòsofs de l'antiga Grècia.

### El moviment de la Terra dintre l'èter

Representació de la teoria d'Stokes de l'arrossegament total de l'èter. La Terra arrossega l'èter situat a les seves proximitats però no el que està més lluny, que resta immòbil. Els vector indiquen el sentit del moviment de l'èter i la longitud la seva velocitat. La llum que arriba des d'un estel ho fa seguint una corba arrossegada pel moviment de l'èter.

La Terra segueix una òrbita al voltant del Sol a una velocitat mitjana d'uns 30 km/s (més de 108 000 km/h) movent-se dins l'èter, la qual cosa podia afectar l'èter de diferents formes. Sorgiren així dues teories que pretenien explicar aquests efectes:
1. Augustin-Jean Fresnel, el 1818, proposà que l'èter és estacionari i només és parcialment arrossegat per la Terra.[2] D'acord amb aquesta hipòtesi, la Terra i l'èter estan en moviment relatiu, el que implica que ha d'existir l'anomenat vent d'èter. Encara que seria possible, en teoria, que el moviment de la Terra coincidís amb el de l'èter en un moment concret en el temps, no és possible que la Terra estigui en repòs respecte a l'èter en tot moment, a causa de la variació tant de la seva direcció com de la seva velocitat seguint l'òrbita el·líptica al voltant del Sol. En qualsevol punt donat de la superfície de la Terra, la magnitud i direcció del vent d'èter variarien amb l'hora del dia i l'estació. Mitjançant l'anàlisi de la velocitat de retorn de la llum en diferents direccions en diversos moments diferents, es creia que seria possible mesurar el moviment de la Terra pel que fa a l'èter. La diferència relativa esperada en la velocitat mesurada de la llum era bastant petita, ja que la velocitat de la Terra, 30 km/s en la seva òrbita al voltant del Sol, és només el 0,01% de la velocitat de la llum (299 792 km/s).
2. El 1844 George Gabriel Stokes considerà que l'èter està completament arrossegat per la Terra i, per tant, compartia el seu moviment amb la superfície de la Terra. Tanmateix lluny de la Terra l'èter resta immòbil, ja que les seves propietats van variant en funció de la distància a la Terra. En les seves proximitats s'assembla a un sòlid, mentre que a la llunyania és més semblant a un líquid o un gas. Amb els fenòmens ràpids, com és el moviment de la llum, l'èter es comportaria com un sòlid, mentre que amb els fenòmens més lents, com ara el moviment dels planetes, es comportaria com un gas.[3][4][5][6][7]

### El moviment de la llum dintre l'èter

Representació d'una ona electromagnètica formada per dos camps oscil·lants perpendiculars, un elèctric, E, i un magnètic, B. La longitud d'ona, és la mínima distància entre dos punts en el mateix estat d'oscil·lació.

El francès René Descartes, el 1638, l'assenyalà l'èter com el transportador de la llum, i el 1690 l'holandès Christian Huygens, en la seva teoria ondulatòria de la llum, indicà que la llum es pot propagar mitjançant ones gràcies a l'èter i, com que la llum pot viatjar a través del buit, fins i tot el buit havia de ser omplert amb èter. El 1865 l'escocès James Clerk Maxwell descobrí teòricament les ones electromagnètiques i les explicà com oscil·lacions d'un camp elèctric i d'un camp magnètic perpendiculars. A més demostrà que la llum és un tipus d'ona electromagnètica. Així com les ones de la mar han de tenir una substància de suport, que és l'aigua, per moure's; o que el so requereix un mitjà (aire, aigua, metalls…) per transmetre els seus moviments ondulatoris, també les ones electromagnètiques, inclosa la llum, han de requerir un mitjà, anomenat èter lumínic, per transmetre els seus moviments ondulatoris.

La llum viatja a 299 792 km/s entre les superfícies de la Terra i la Lluna, separades 376 291 km, en 1,26 s. Esquema realitzat a escala.

Atès que la velocitat de la llum és tan gran (299 792 km/s), i tant els éssers vius com els materials inerts passen a través de l'èter sense fricció o arrossegament obvi, s'assumí que l'èter hauria de tenir una combinació molt inusual de propietats (densitat menor que la de l'aire i rigidesa major que la de l'acer, o densitat com la de l'aire i rigidesa 10 000 vegades major que la de l'acer).
El disseny d'experiments per posar a prova aquestes propietats especials de l'èter fou una de les prioritats de la física del segle xix. Durant la primera meitat del segle xix es pensava que hauria de ser possible mesurar els efectes del vent de l'èter de primer ordre, és a dir, efectes proporcionals a {\displaystyle v/c} (essent {\displaystyle v} la velocitat de la Terra, i {\displaystyle c} la velocitat de la llum). Però cap mesurament directe de la velocitat de la llum era possible amb la precisió requerida. Així els físics francesos Hippolyte Fizeau (1849) i Léon Foucault (1850) pogueren mesurar la velocitat de la llum amb només un 5% de precisió, totalment insuficient per mesurar variacions del 0,01% de la velocitat de la llum que es requeria. L'any 1851 Hippolyte Fizeau mesurà la variació de la velocitat de la llum dins l'aigua en moviment mitjançant un interferòmetre, un dispositiu que emprava la interferència de dos raigs de llum i que permetia una gran precisió (experiment de Fizeau). Els seus resultats donaren suport a la hipòtesi de Fresnel d'un arrossegament parcial de l'èter per l'aigua.
El 1879 James Clerk Maxwell escriví una carta a l'astrònom David Peck Todd, director de la Nautical Almanac Office de Washington, indicant que cap experiment dissenyat a la Terra per determinar la velocitat de la llum dintre de l'èter podria assolir la precisió suficient per mesurar la relació de segon ordre {\displaystyle v^{2}/c^{2}} de la qual depenia el temps. Però Albert A. Michelson, que llegí la carta, no hi estava d'acord.

## L'experiment de Michelson-Morley (1887)

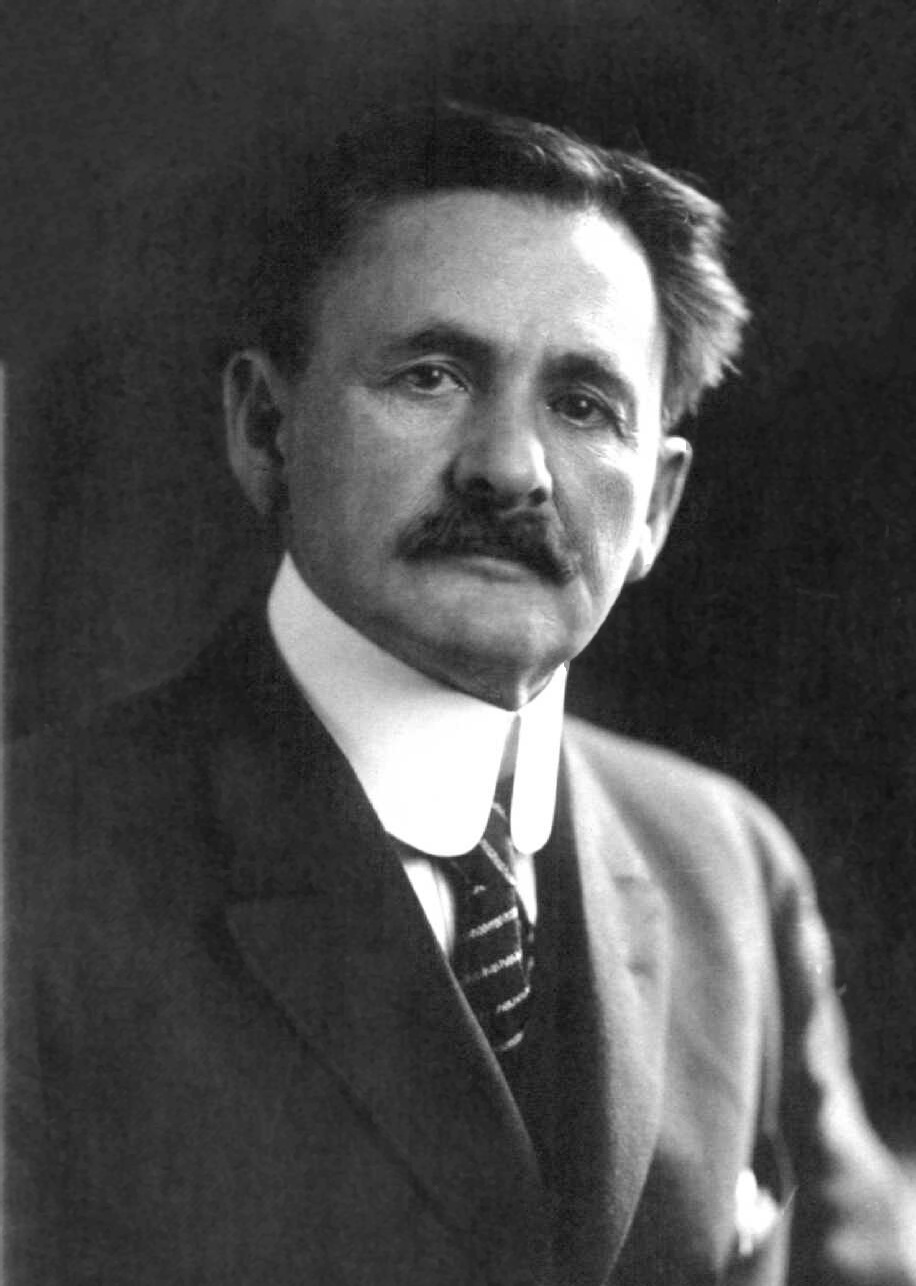
Albert Abraham Michelson (1852-1931)

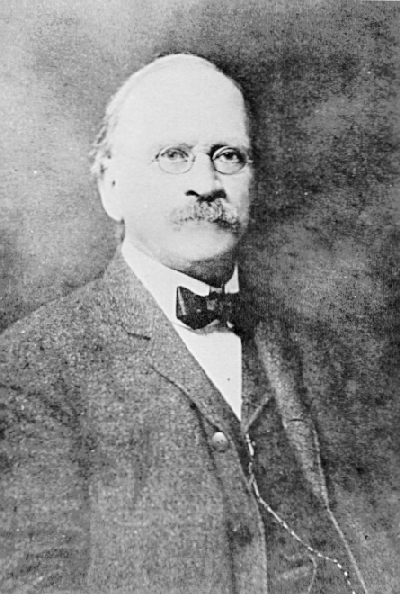
Edward Williams Morley (1838-1923)

El 1877 Albert A. Michelson, mentre era professor de l'Acadèmia Naval dels Estats Units a Annapolis, Maryland, realitzà els seus primers experiments sobre la velocitat de la llum com a part d'una demostració a l'aula. El 1881, deixà el servei naval i es traslladà a Alemanya per completar els seus estudis a la Universitat de Berlín i a la de Heidelberg, i després a França al Collège de France i a l'École Polytechnique de París. En aquest any, Michelson utilitzà un dispositiu experimental, conegut més tard com interferòmetre de Michelson, amb el qual realitzà diverses mesures a Potsdam, que recolzaven la teoria de Stokes.
El 1885 Michelson inicià una col·laboració amb Edward Williams Morley, dedicant molt de temps i diners a confirmar amb major precisió l'experiment de Fizeau del 1851 sobre el coeficient d'arrossegament de Fresnel, per millorar el seu experiment del 1881 i per establir la longitud d'ona de la llum com un estàndard de longitud. En aquest moment Michelson era professor de física a la Case School of Applied Science, i Morley professor de química a la Universitat Western Reserve (WRU), que compartien un campus a la vora oriental de Cleveland, Ohio (EUA). Michelson patí una crisi nerviosa al setembre de 1885, del qual es recuperà a l'octubre a causa de la intensa tasca de preparació dels experiments. El 1886 Michelson i Morley confirmaren amb èxit l'experiment de Fizeau sobre el coeficient d'arrossegament de Fresnel.
Aquest resultat enfortí l'esperança de trobar el vent d'èter. Michelson i Morley dissenyaren una versió millorada de l'interferòmetre de Michelson amb més precisió i realitzaren l'experiment en diversos períodes d'observacions concentrades entre abril i juliol de 1887, a l'Adelbert Dormitory de la WRU (demolit el 1962).

### L'interferòmetre de Michelson-Morley

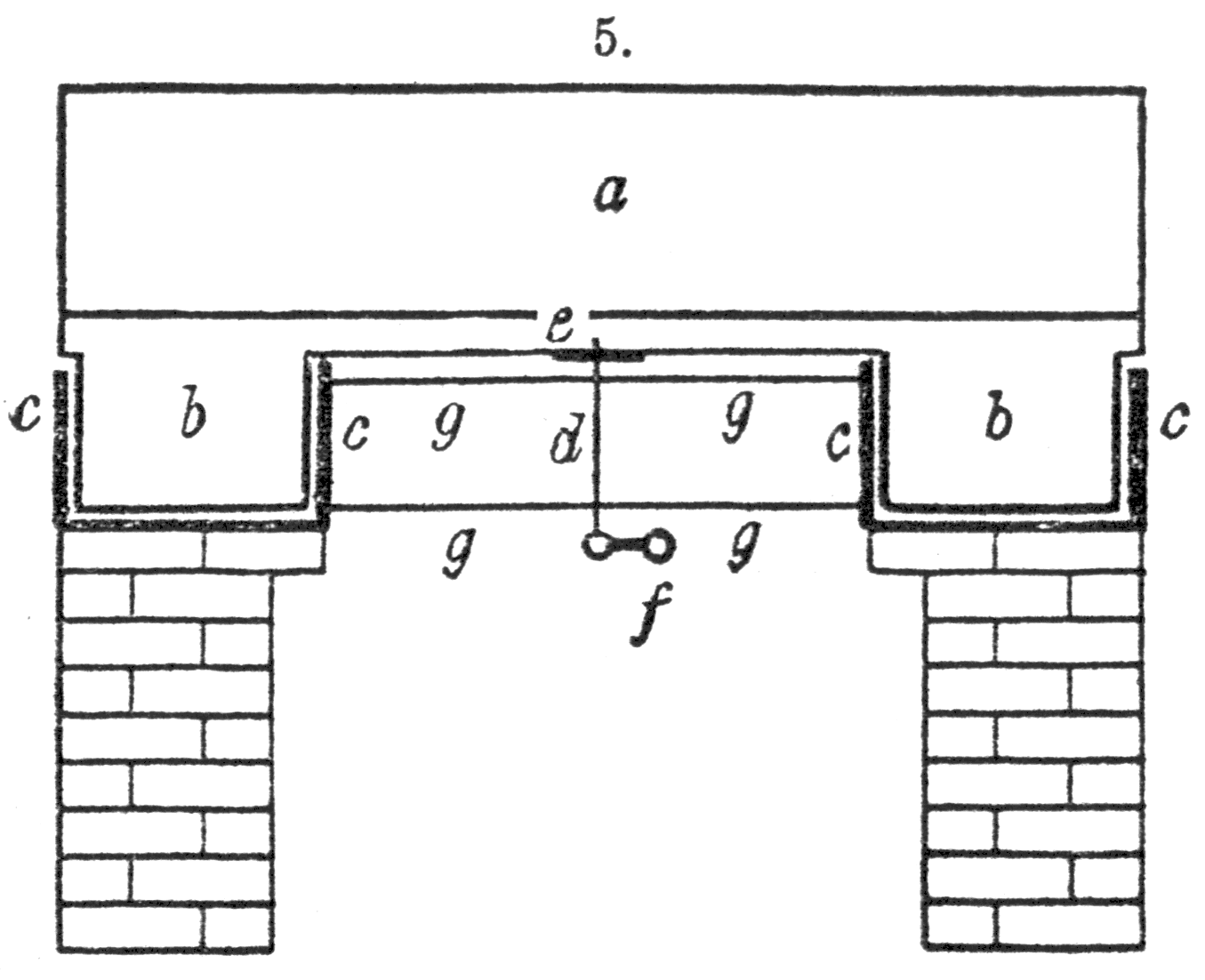
Secció transversal de la taula de suport de l'interferòmetre (dibuix original dels autors)

La sensibilitat de l'interferòmetre era tan alta que qualsevol petita vibració impedia la lectura. Per aquesta raó l'aparell fou muntat en una habitació tancada en un soterrani amb parets de pedra pesada, eliminant així la major part d'efectes tèrmics i vibratoris. Les vibracions es reduïren encara més instal·lant l'aparell damunt d'un gran bloc de pedra quadrat d'1,5 m de costat i 30 cm de gruix. Aquest bloc es recolzà en un anell fusta d'1,5 m de diàmetre exterior, 0,7 m de diàmetre interior, i 0,25 m de gruix. Aquest anell surava damunt el mercuri contingut en una canal de ferro colat, d'1,6 cm de gruix, i de tals dimensions com per deixar un espai lliure d'1 cm al voltant del flotador. A la part inferior hi havia un mecanisme per fer girar el flotador i mantenir-lo concèntric amb la canal plena de mercuri. La canal de ferro anul·lar descansava en un llit de ciment amb un moll de maó a sota construït en forma d'un octàgon buit. La totalitat de la part òptica de l'aparell, situada damunt la pedra, es mantingué protegida amb una coberta de fusta per a prevenir els corrents d'aire i els canvis ràpids de temperatura. Els autors estimaren que els efectes d'un 1/100 d'una franja serien detectables.

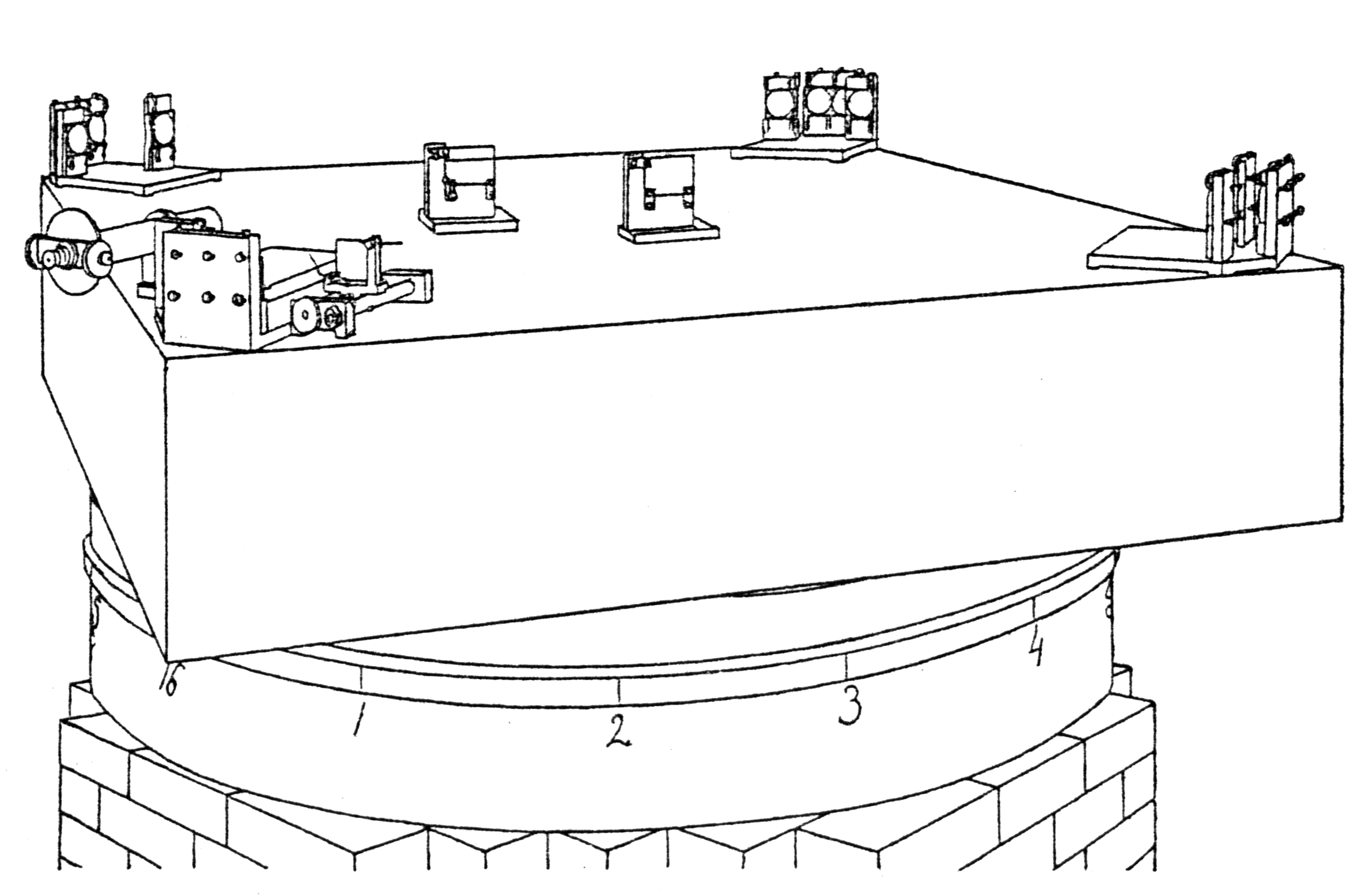
Esquema de l'interferòmetre de Michelson-Morley segons els autors.

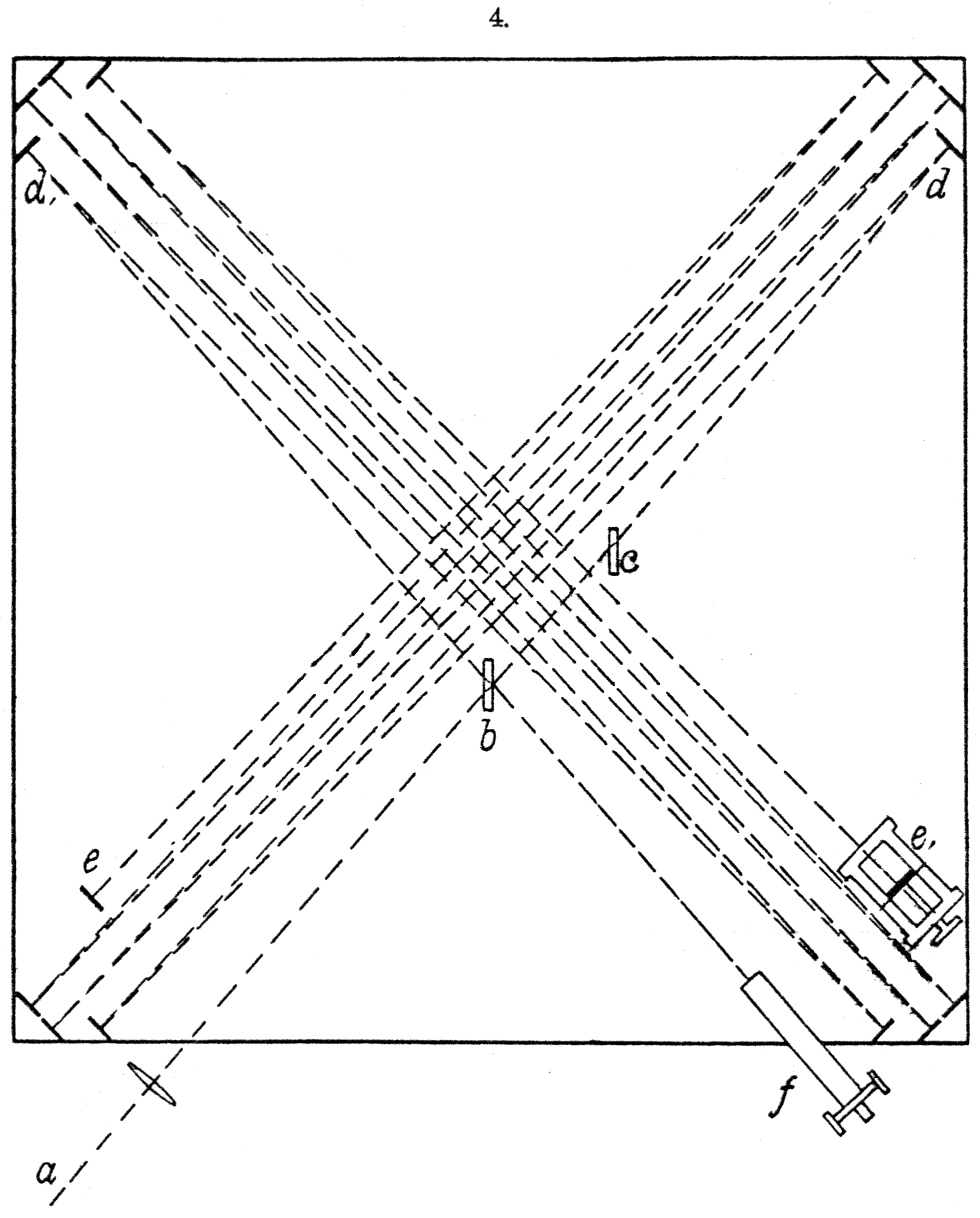
Esquema del camí seguit pels dos raigs de llum a l'interferòmetre (dibuix dels autors)

A cada cantonada de la pedra quadrada foren col·locats quatre miralls, {\displaystyle d_{1}} i {\displaystyle d}, de metall ben polit, plans, amb superfícies de 5 cm de diàmetre. Des d'un cantó un focus de llum {\displaystyle a} emetia un feix de llum que era col·limat en passar per una lent i es formava un feix de raigs paral·lels. A prop del centre de la pedra hi havia un mirall semiargentat {\displaystyle b} (mirall semitransparent fabricat amb una làmina de vidre amb una fina capa d'argent que permet que la llum passi a través d'ella parcialment i l'altra part es reflecteixi) formant un angle de 45° amb la direcció del feix de raigs incidents. Aquest mirall dividia el feix incident en dos raigs: Un reflectit cap als miralls {\displaystyle d_{1}} i un altre refractat cap els miralls {\displaystyle d}.
El mirall {\displaystyle b} i la làmina {\displaystyle c} eren làmines de vidre del mateix gruix, 1,25 cm; les seves superfícies eren rectangulars de 5,0 per 7,5 cm. La làmina {\displaystyle c} fou col·locada en la trajectòria del feix de raigs refractats al mirall semiargentat {\displaystyle b}, per compensar el pas del feix reflectit a través del mateix gruix de vidre, ja que el feix reflectit ho feia dins de la làmina de vidre. Quan passava per primer cop el feix reflectit entrava, es reflectia a la cara interna i sortia, per tant recorria dues vegades la mateixa distància que la del feix refractat dins el mirall {\displaystyle b}. Quan tornaven els feixos el reflectit ara es refractava i el refractat ara es reflectia, però sense entrar aquest dins la làmina, ja que ho feia a la cara exterior. Sense la làmina compensadora un feix travessava la làmina {\displaystyle b} tres vegades per l'altre només una. Amb la làmina ambdós feixos passaven tres vegades pel mateix gruix de vidre.
Com es mostra a la figura, la llum es reflectia repetidament cap endavant i enrere al llarg dels braços de l'interferòmetre, gràcies als quatre miralls situats als extrems de cada braç. Així un raig que sortia del punt {\displaystyle a} arribava al mirall {\displaystyle d} on es reflectia cap a l'altre extrem del braç on sofria una nova reflexió. Així continuava fins al mirall {\displaystyle e} on es feia retornar el raig pel mateix camí fins al mirall semiargentat {\displaystyle b}. D'aquesta manera s'aconseguia un recorregut d'11 m. Finalment aquest feix es reflectia cap al telescopi {\displaystyle f}, que es podia fer rotar, i es trobava amb l'altre feix al pla focal de l'objectiu del telescopi formant-se franges d'interferència.

### Anàlisi
L'interferòmetre s'orientà de manera que un raig seguia un camí paral·lel al del moviment de translació de la Terra i l'altre un camí perpendicular.

#### Temps en la direcció paral·lela al moviment de la Terra

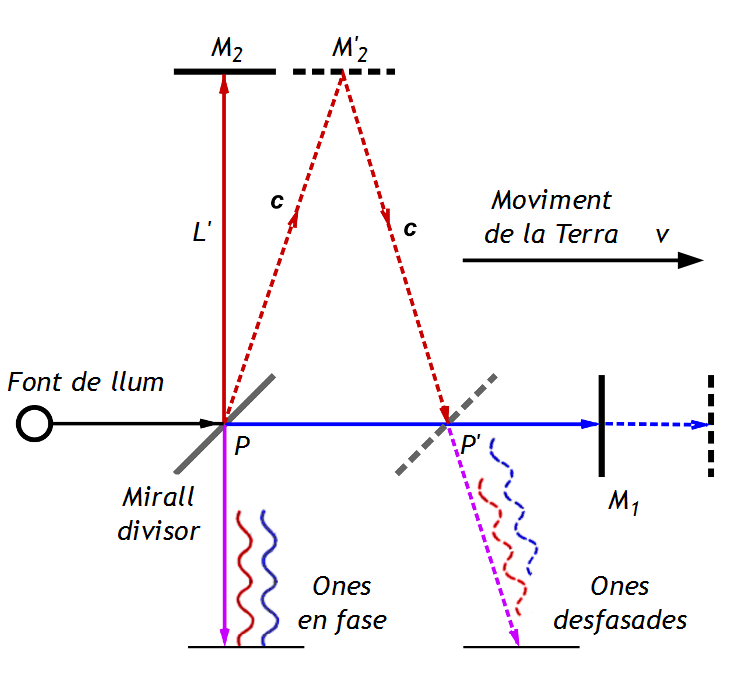
Esquema de l'interferòmetre de Michelson-Morley

Sigui {\displaystyle c} la velocitat de la llum mesurada per un observador {\displaystyle O} estacionari relatiu a l'èter, i sigui {\displaystyle v} la velocitat de la Terra respecte de l'èter. Emprant la transformació de Galileu resulta que la velocitat de la llum quan viatja de {\displaystyle P} al mirall {\displaystyle M_{1}}, això és, en el mateix sentit que es mou la Terra, és {\displaystyle c-v}. La llum viatja amb velocitat {\displaystyle c}, constant respecte de l'èter, i quan es dirigeix cap el mirall {\displaystyle M_{1}} aquest s'allunya amb la velocitat del moviment de la Terra, {\displaystyle v}. Per aquesta raó la llum necessita més temps per arribar-hi segons un observador {\displaystyle O} estacionari respecte de l'èter o, el que és equivalent, la llum viatja més lentament per a un observador {\displaystyle O'} que es mou amb la Terra, a velocitat {\displaystyle c-v}.
Per contra, quan el raig viatja del mirall {\displaystyle M_{1}} a {\displaystyle P}, de tornada i en sentit contrari al moviment de la Terra, l'observador {\displaystyle O} mesura que hi arriba amb menys temps, i un observador que viatja amb la Terra, l'{\displaystyle O'}, com si la velocitat de la llum fos més ràpida, això és {\displaystyle c+v}.
D'aquesta manera el temps necessari perquè la llum viatgi en la direcció del moviment de la Terra per a un observador situat a la Terra, {\displaystyle O'}, considerant anada i tornada és:
Si es desenvolupa en sèrie aquest binomi i s'agafen només els dos primers termes perquè {\displaystyle c>>v}, tenim que:

#### Temps en la direcció perpendicular al moviment de la Terra
El raig que viatja perpendicular segons l'observador de la Terra {\displaystyle O'}, no ho fa en realitat segons l'observador {\displaystyle O}. Per a aquest, el raig duu una certa inclinació per aconseguir reflectir-se al mirall {\displaystyle M_{2}} que es desplaça de la seva posició amb el moviment de la Terra. La llum necessita més temps per arribar a {\displaystyle M_{2}} perquè està un poc més allunyat. Però l'observador de la Terra el que ha d'observar és que la llum es mou un poc més lentament, a {\displaystyle {\sqrt {c^{2}-v^{2}}}}. Així el temps que triga la llum per a l'observador {\displaystyle O'} resulta ser, fent l'aproximació en sèrie del binomi com a l'apartat anterior:

#### Observació

Animació de la previsió feta a l'experiment de Michelson-Morley realitzat suposant la Terra immòbil (esquerra) i en moviment (dreta)

Resulta evident que ambdós temps, {\displaystyle t_{\|}} i {\displaystyle t_{\perp }}són diferents, per la qual cosa els raigs que arriben a l'observador {\displaystyle O'} estan desfasats i, d'acord amb la teoria ondulatòria, han de produir un patró d'interferències en forma d'una sèrie de ratlles clares (interferència constructiva) i fosques (interferència destructiva) alternades.
La diferència de temps, {\displaystyle \triangle t}, entre els dos raigs s'obté restant els temps que triguen ambdós raigs queda:
La diferència de camins, {\displaystyle \triangle }, és:
A l'experiment es fan dues mesures girant 90° l'interferòmetre per compensar la petita diferència de distàncies dels dos braços, ja que no és possible aconseguir a la pràctica unes longituds iguals. Així la diferència efectiva de camins, {\displaystyle \triangle '}, és:
El desplaçament de les franges d'interferència que s'observen quan es reuneixen un altre cop els dos raigs ve donat per la relació entre la diferència de camins i la longitud d'ona de la llum, {\displaystyle \lambda }:
A l'experiment {\displaystyle \lambda =550nm}; {\displaystyle L'=11m}; {\displaystyle c=3\times 10^{8}m/s}; {\displaystyle v=3\times 10^{4}m/s}. Substituint queda {\displaystyle n=0,4}. això és, les franges s'han de desplaçar una distància igual a 0,4 franges.

### Resultats
Tanmateix Michelson i Morley no observaren els desplaçament de les franges d'interferència esperat. Les seves observacions indicaven que si hi havia desplaçament era menor que una vintena part, {\displaystyle n/20}, i probablement encara menor que {\displaystyle n/40}. Però com que el desplaçament {\displaystyle n} és proporcional al quadrat de la velocitat, la velocitat relativa de la Terra i l'èter és probablement menor que una sisena part de la velocitat orbital de la Terra, això és 30/6 km/s o 5 km/s; i, en seguretat, menor que una quarta part, és a dir 30/4 km/s o 7,5 km/s. Per tant, molt probablement resulta que {\displaystyle t_{\|}=t_{\perp }}.
Michelson cregué inicialment que el seu experiment confirmava la teoria d'Stokes, segons la qual l'èter era arrossegat totalment en la proximitat de la Terra. No obstant això, arrossegar l'èter completament entrava en contradicció amb el fenomen de l'aberració de la llum i es contradeia amb altres experiments, com Hendrik A. Lorentz demostrà en 1886.

## Explicacions

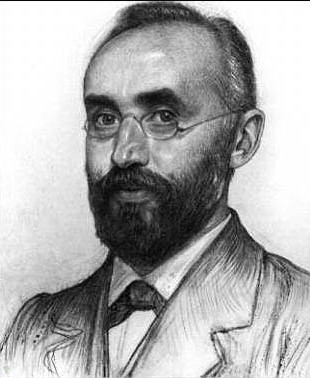
Hendrik Antoon Lorentz (1853-1928). Retrat de Jan Veth.

### Teoria de Lorentz-FitzGerald
L'irlandès George Francis FitzGerald proposà qualitativament el 1889 una explicació a l'experiment de Michelson-Morley que coincideix amb la proposada quantitativament de forma independent per l'holandès Hendrik A. Lorentz el 1892. Aquests autors feren la hipòtesi que tots els cossos que es mouen a través de l'èter sofreixen una contracció en la direcció del moviment, i que aquesta contracció és suficient per fer que {\displaystyle t_{\|}=t_{\perp }}. Això significa que la longitud que apareix a {\displaystyle t_{\|}} no ha de ser la mateixa longitud que apareix a {\displaystyle t_{\perp }}, ja que la primera és en la direcció del moviment de la Terra, mentre que la segona és perpendicular. Sigui, ara, {\displaystyle L} la longitud paral·lela a la del moviment de la Terra en l'expressió de {\displaystyle t_{\|}}:
Ara hom pot posar la condició de la igualtat dels temps obtinguda a l'experiment de Michelson-Morley {\displaystyle t_{\|}=t_{\perp }}:
{\displaystyle {\frac {2L/c}{1-v^{2}/c^{2}}}={\frac {2L'/c}{\sqrt {1-v^{2}/c^{2}}}}}
i simplificant dona:
L'observador {\displaystyle O}, en repòs respecte de l'èter mesura dues longituds diferents, {\displaystyle L<L'}:
- La longitud {\displaystyle L} en la direcció del moviment de la Terra, que és menor que {\displaystyle L'}, ja que {\displaystyle {\sqrt {1-v^{2}/c^{2}}}<1}. Per això observa una contracció de la longitud.
- La longitud {\displaystyle L'} en la direcció perpendicular al moviment amb la Terra, que no experimenta cap variació.

Un altre observador, {\displaystyle O'}, que es mou amb la Terra no nota aquesta contracció, malgrat sigui real segons FitzGerald i Lorentz. Quan {\displaystyle O'} mesura la longitud perpendicular al moviment de la Terra amb una cinta mètrica obté {\displaystyle L'}; i quan mesura la longitud paral·lela al moviment de la Terra també obté {\displaystyle L'}, quan sembla que hauria de mesurar {\displaystyle L}. Això es deu al fet que també es contreu, en la mateixa proporció, la cinta mètrica quan se situa en la direcció del moviment de la Terra, per tant aquest observador no detecta la contracció.

### Teoria de la relativitat especial

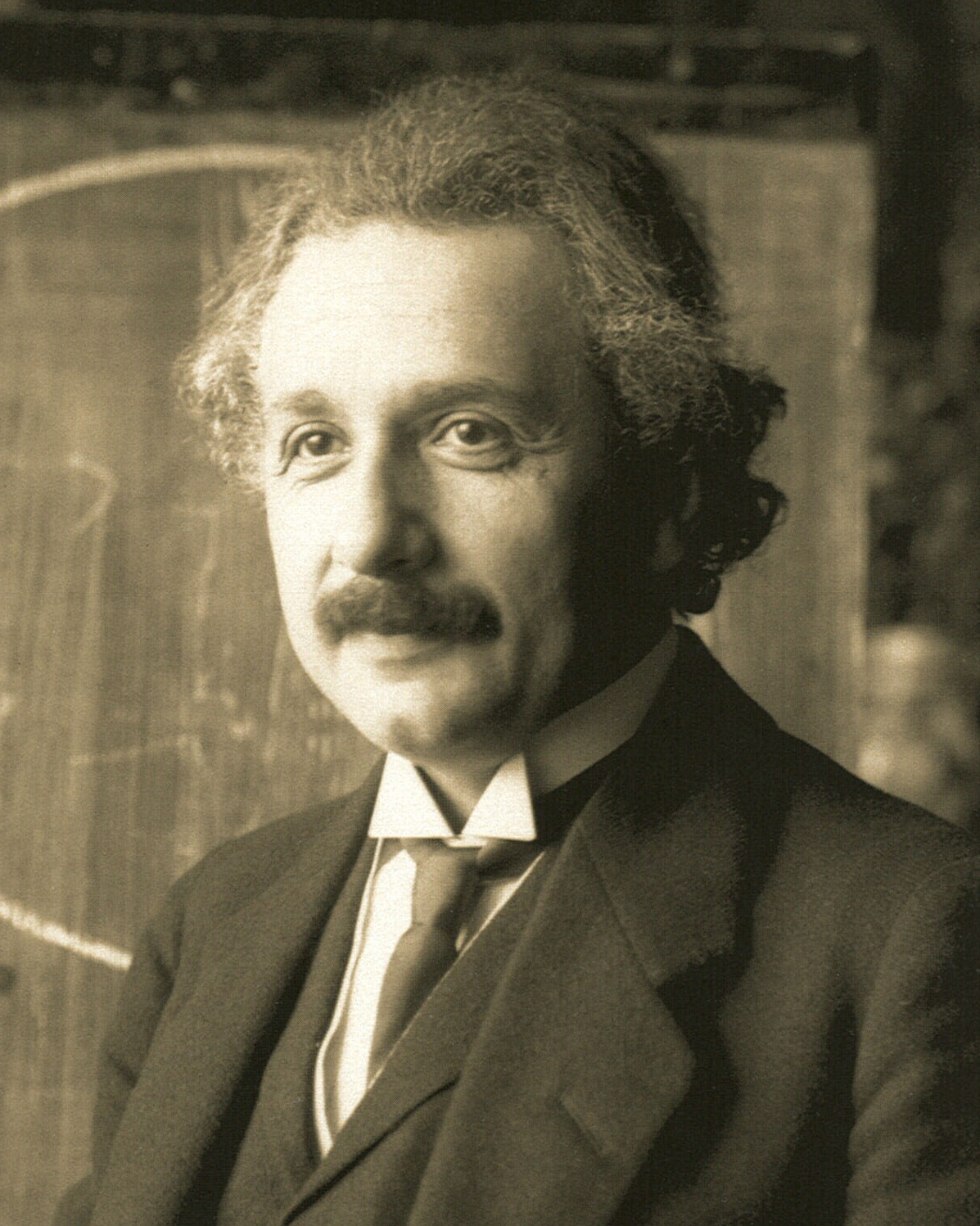
Albert Einstein (1879-1955) el 1921.

Albert Einstein tingué notícia de l'experiment de Michelson-Morley per mitjà dels treballs de Lorentz abans del 1905 i l'acceptà com a vertader, i considerà que l'explicació de Lorentz era artificiosa. L'experiment l'influí en el desenvolupament de la teoria de la relativitat especial del 1905 malgrat no el cità en el seu article. Tanmateix no fou fins al 1916 que donà una explicació alternativa basant-se en la seva teoria de la relativitat especial.
Einstein suposà que la velocitat de la llum, {\displaystyle c}, és la mateixa en totes direccions, independentment de l'estat de moviment de l'observador. Per aquesta raó l'observador que realitza l'experiment, {\displaystyle O'}, empra el valor de {\displaystyle c} per ambdues trajectòries, la paral·lela al moviment de la Terra i la perpendicular. D'aquesta manera el temps necessari perquè la llum viatgi en la direcció del moviment de la Terra per a un observador situat a la Terra, {\displaystyle O'}, considerant anada i tornada es pot obtenir a partir de les expressions de Michelson-Morley fent la velocitat de la Terra zero:
{\displaystyle t_{\|}={\frac {L'}{c-v}}+{\frac {L'}{c+v}}={\frac {L'}{c}}+{\frac {L'}{c}}={\frac {2L'}{c}}}
I el temps perpendicular:
{\displaystyle t_{\perp }={\frac {2L'}{\sqrt {c^{2}-v^{2}}}}={\frac {2L'}{\sqrt {c^{2}}}}={\frac {2L'}{c}}}
Així doncs obté: {\displaystyle t_{\|}=t_{\perp }={2L'}/{c}}.
La diferència amb la hipòtesi de Lorentz i FitzGerald és que aquests suposen que els objectes es contreuen realment, mentre que la hipòtesi d'Einstein, malgrat dona una contracció, no és real, sinó que és la mesurada per un observador, {\displaystyle O}, que està en repòs respecte d'un sistema de referència inercial i veu l'interferòmetre en moviment. Per una altra banda, l'observador {\textstyle O'} que està en repòs respecte de l'interferòmetre, perquè es mou amb ell respecte del sistema de referència inercial, no mesura cap contracció de la longitud.

## Repetició de l'experiment
L'experiment de Michelson-Morley ha estat repetit després del 1887 per importants investigadors al manco quinze vegades i en la majoria dels experiments els seus autors han arribat a la mateixa conclusió que arribaren Michelson i Morley. El més destacats són:
- El del mateix Edward W. Morley i Dayton C. Miller entre 1904 i 1906 que disposaren l'interferòmetre a 91 m sobre el nivell del llac Erie, a les Euclid Heights, Cleveland, amb l'objectiu de comprovar si l'èter deixava de ser arrossegat a mesura que augmentava la distància a la superfície de la Terra.[23][24]
- Els realitzats per Dayton C. Miller en solitari a 183 m d'alçada al Mont Wilson, Califòrnia, en diferents èpoques de l'any i també a major altura que els anteriors, els anys 1921, 1923, 1924, aquest amb la llum del Sol, i 1925. Aquest autor conclou que la velocitat relativa de la Terra respecte de l'èter és d'uns 9 km/s, i es mostra en desacord amb les conclusions que no hi ha arrossegament de l'èter.[25]
- Georg Joos incrementà la precisió en 10 vegades el 1930 realitzant l'experiment de forma automàtica, amb braços de 21 m forjats a partir de quars premsat que té molt baix coeficient d'expansió tèrmica i realitzant fotografies de les franges amb desenes de canvis de direcció de l'interferòmetre.[26]
- Roy J. Kennedy i Edward M. Thorndike, el 1932,[27] empraren braços de diferents longituds amb una diferència de 16 cm amb l'aparell fixat al laboratori i es realitzaren observacions al llarg de diversos mesos, en cap cas observaren efectes deguts a la rotació de la Terra ni a la seva translació i es considera que aquest experiment de Kennedy-Thorndike invalida la hipòtesi de la contracció de Lorentz-Fitzgerald.[28]
- T. J. Jaseva i col·laboradors, incrementaren la precisió emprant màsers de microones d'He-Ne el 1964, establint un màxim de 30 m/s en l'anisotropia de l'espai.[29]
- El 1979 A. Brillet i J.L. Hall realitzaren una acurada mesura amb dos raigs làser i obtingueren també un límit de 30 m/s.[30]